# Ludwik Lawiński
Ludwik Lawiński, właściwie Ludwik Latajner, ps. „Kiwdul Talajner” (ur. 19 czerwca 1887 we Lwowie, zm. 15 września 1971 w Londynie) – polski aktor, recytator, reżyser, komik, autor tekstów, piosenkarz, monologista.

## Życiorys
Był synem Emila Latajnera, dentysty, i Anny z Lewinów, mężem Anieli z Handzlików (ślub 16 stycznia 1916), z którą miał dwóch synów.
Po skończeniu gimnazjum studiował prawo w Akademii Lwowskiej, był również słuchaczem akademii handlowej w Wiedniu. Lekcje aktorstwa pobierał u Romana Żelazowskiego we Lwowie.
W 1911 był współzałożycielem lwowskiego kabaretu literackiego „Złoty Ul”, z którym wyjechał na występy do Krakowa. Zadebiutował w 1911 w Teatrze Miejskim we Lwowie w przedstawieniu Grube ryby jako Pagatowicz. W 1913 wyjechał do Warszawy i występował w teatrach „Warszawskie Miniatury” i „Dynasy”, natomiast od czerwca 1914 grał w łódzkim teatrze „Bi-Ba-Bo”, po czym wrócił do Lwowa, gdzie do końca sezonu 1918/1919 występował w Teatrze Miejskim. Grał tam głównie w zespole operetki, lecz także występował w rolach dramatycznych (Otello, Tresowane dusze, Karykatury). W latach 1915–1917 sporadycznie brał udział w przedstawieniach marionetkarzy. W sezonie 1917–1918 z zespołem aktorów lwowskich występował m.in. w Stryju, Przemyślu, Samborze, Drohobyczu, Borysławiu i Rzeszowie.

### Kariera w Warszawie
W 1919 występował w warszawskim teatrze „Miraż” prezentując monologi. W 1919-21 grał i reżyserował w Teatrze Nowości w Krakowie. W sezonie 1921/22 został zaangażowany do warszawskiego Teatru Nowości. W latach dwudziestych stał się jednym z najpopularniejszych aktorów rewiowych i kabaretowych Warszawy. Pisał monologi, teksty, był aktorem i reżyserem warszawskich teatrzyków rewiowych i kabaretowych: Teatru Nowości (do 1923, a okresowo także członkiem komitetu artystyczno-administracyjnego tego teatru), „Qui Pro Quo” (1922-25, 1928-32), „Stańczyka” (1922-23), „Perskiego Oka” (1925-27), „Teatru Niewiarowskiej” (1926), „Hollywoodu” (1929), „Bandy” (1931-32), „Feminy”, „Rex” (1933), „Wielkiej Rewii” (1934-35, gdzie 24 marca 1935 obchodził jubileusz dwudziestopięciolecia pracy artystycznej), w restauracji Polonia (1934), „Cyruliku Warszawskim” (1935-39),"Hollywoodu” (1936), „Teatru 13 Rzędów” (sez. 1936/37), restauracji Ziemiańska (1936), teatru „Figaro” (1939).
Często wyjeżdżał na gościnne występy, m.in. do Przemyśla (1924), Stanisławowa (1924, 1939), Radomia (1924, 1932), Krakowa (1925), Kalisza (1926), Lwowa (1928, 1929), Cieszyna (1931), Kielc (1932, 1938, 1939), Płocka (1938), Zakopanego (1938). Występował też w filmach. 20 października 1925 wraz z S. Nawrotem i W. Jastrzębcem otworzył szkołę dla artystów operetki i estrady koncesjonowanej przez Departament Sztuki Ministerstwa Wyznań Religijnych i  Oświecenia Publicznego.

### II wojna światowa i czasy po wojnie
W 1940 należał do lwowskiego Teatru Miniatur, z którym pod kierownictwem Konrada Toma odbył tournée po wielu miastach ZSRR. Jesienią 1941 zaczął grać w zespołach teatralnych przy Armii Polskiej w ZSRR, później występował w zespołach działających przy 2 Korpusie Polskim na Bliskim Wschodzie i w Egipcie, a następnie we Włoszech.
W 1946 zamieszkał w Londynie, gdzie spotkał się ponownie z żoną, podczas II wojny światowej przez dwa lata więzioną na Pawiaku, oraz  dwoma synami, uczestnikami powstania warszawskiego w 1944. Był związany z tamtejszymi scenami polskimi: najpierw z „Orłem Białym”, potem z „Ogniskiem”. Grał i występował na koncertach organizowanych przez Związek Artystów Scen Polskich, w polskich klubach śpiewał polskie piosenki, a w angielskich filmach grał cudzoziemców. W 1965 otrzymał tytuł zasłużonego (honorowego) członka ZASP-u.
W styczniu 1966 Ludwik i Aniela Lawińscy obchodzili na emigracji w Wielkiej Brytanii złote gody małżeńskie. W Londynie w 1969 odbył się jego jubileusz 60–lecia pracy artystycznej. 
Zmarł 15 września 1971 w Londynie.

### Działalność reżyserska i dziennikarska
Był również reżyserem przedstawień operetkowych (Kuzynki z Honolulu, Krysia leśniczanka, Księżniczka czardasza, Królowa tanga, Gwiazda filmu (z własną scenografią i choreografią). Jeszcze w latach dwudziestych, w krakowskiej prasie („Ilustrowany Przegląd Teatralny”) umieszczał swoje artykuły dotyczące teatrów muzycznych. Po wojnie pisał artykuły na tematy teatralne umieszczając je w polonijnej prasie w  Anglii, Ameryce, Francji. Był autorem wspomnień teatralnych Kupiłem (Londyn 1958; fragmenty drukowane w „Szpilkach” 1984) oraz „Aczkolwiek” (Londyn 1962). Dokonał wielu nagrań m.in. scenek kabaretowych, skeczów i komicznych piosenek dla wytwórni Beka, Parlophone, Odeon, Syrena Rekord.

## Filmografia
- 1927 – Uśmiech losu
- 1927 – Ziemia obiecana – bankier Grynszpana
- 1928 – Romans panny Opolskiej
- 1929 – Człowiek o błękitnej duszy – krawiec
- 1932 – Sto metrów miłości – Rybkes
- 1933 – Każdemu wolno kochać – dyrektor teatru „Wesoły sandacz"
- 1934 – Kocha, lubi, szanuje – właściciel sklepu
- 1935 – ABC miłości – dyrektor „Kosmos-Filmu"
- 1935 – Antek policmajster – fryzjer
- 1935 – Nie miała baba kłopotu – kupiec
- 1946 – Wielka droga
- 1955 – Colditz Story, The – Franz Josef

## Spektakle teatralne (wybór)
- 1911 – Grube ryby, Teatr Miejski we Lwowie
- 1921 – Biały mazur, Teatr Nowości
- 1923 – Warto zobaczyć, Qui Pro Quo
- 1924 – Król Ćwiek, Qui Pro Quo
- 1925 – Przegląd szlagierów, Qui Pro Quo
- 1928 – Czy pani Marta jest grzechu warta, Qui Pro Quo
- 1928 – Jubileusz Qui Pro Quo, Qui Pro Quo
- 1930 – Maj za pasem, Qui Pro Quo
- 1931 – Ta Banda pięknie gra, Kabaret Banda
- 1933 – Moja siostra i ja, Kabaret Banda
- 1933 – Zjazd gwiazd, „Teatr Rex"
- 1934 – 101 pociech, „Wielka Operetka"
- 1934 – Lawiński à la carte, Restauracja Polonia
- 1934 – Tańce, hulanki, swawole, „Wielka Rewia"
- 1935 – Frontem do radości, „Cyrulik Warszawski"
- 1935 – Mira i satyra, „Teatr 13 rzędów"
- 1936 – występy w restauracji Ziemiańska
- 1937 – Jaś u raju bram, „Cyrulik Warszawski"
- 1937 – Co wolno wojewodzie, „Teatr 13 rzędów"
- 1938 – Jubileusz, „Cyrulik Warszawski"

## Dyskografia
- 1924 – Jerzy Boroński i Ludwik Lawiński artyści Teatrów Warszawskich Syrena Rekord (SR 479a–481a) (dialogi komiczne)
- 1924 – Ludwik Lawiński artysta Teatrów Warszawskich Syrena Rekord (SR 482a–483a) (monologi komiczne)
- 1927 – Marian Domosławski i Ludwik Lawiński artyści Scen Warszawskich Syrena Rekord (SE 3234–3235) (scenki komiczne)
- 1930 – Ludwik Lawiński artysta teatru „Qui Pro Quo” śpiew Syrena Rekord (SE 3518–3519, 3521)
- 1930 – Ludwik Lawiński i Konrad Tom artyści teatru „Qui Pro Quo” Syrena Rekord (SE 3527–3530)
- 1930 – Ludwik Lawiński znakomity artysta teatru „Qui Pro Quo” Syrena Rekord (SE 3603)
- 1931 – Ludwik Lawiński i Tadeusz Żelski artyści Teatrów Warszawskich Syrena Rekord (SE 3671–3673)
- 1931 – Ludwik Lawiński artysta Teatrów Warszawskich Syrena Rekord (SE 3673–3675)
- 1933 – Ludwik Lawiński artysta Scen Warszawskich Syrena Rekord (SE 9038–9039)
- 1937 – Ludwik Lawiński artysta Teatrów Warszawskich Syrena Rekord (SE 9923)

## Odznaczenia
- Srebrny Krzyż Zasługi z Mieczami[3]
- Złoty Krzyż Zasługi[3]
- Złota odznaka honorowa Koła Lwowian w Londynie (1970)[4]